# Чуваев, Виталий Александрович
Виталий Александрович Чуваев (15 апреля 1948, Куйбышев — 20 августа 2007, Самара) — советский футболист, нападающий.

## Карьера
В 1960 году начал заниматься футболом в клубе «Торпедо-4» под руководством Николая Нуйкина.
Начинал играть вратарем, позже закрывал позиции защитника и полузащитника. В 1964 Николай Зайцев пригласил Чуваева в клубную команду «Крылья Советов», которую начал тренировать. В 1966 году Чуваева пригласили в дубль куйбышевских «Крылья Советов». После перешёл в куйбышевский «Металлург» тренируемый Федором Новиковым. Во втором круге сезона 1968 года Виктор Карпов пригласил Виталия в основной состав «Крыльев Советов». 1968—1969 года играл в Высшей лиге СССР за «Крылья». Дебютировал 27 сентября 1968 года, заменив Владимира Петрова, за два сезона сыграл 32 встречи и забил 2 гола.
В 1970 ушёл в уфимский «Строитель» к Новикову, в 1972 вслед за ним ушёл в саратовский Сокол. В 1975 играл в астраханском «Волгаре» который в тот год тренировал Новиков. В 1976—1980 играл в Куйбышеве за клубную команду «Крылья Советов».
В 21 год женился, дочь. Братья Николай и Владимир — футбольные тренеры.